# Społem
Krajowy Związek Rewizyjny Spółdzielni Spożywców „Społem” je síť maloobchodních prodejen v Polsku, zřízená na principu družstva.  

## Historie
Od roku 1868 ve všech třech polských záborech vznikala spotřební družstva, např. Merkury ve Varšavě nebo Oszczędność v Radomi. Provozovala především lidové jídelny, později i obchody, hrála roli v rozvoji polského národního uvědomění. V roce 1906 založil Edward Abramowski ve Varšavě Sdružení družstev, které vydávalo časopis Społem (Spolu), jehož název vymyslel Stefan Żeromski. Po vyhlášení polské nezávislosti vznikl jednotný Svaz polských spotřebitelských sdružení (ZPSS), který zahrnoval 850 subjektů s půl milionem členů a provozoval 1 670 obchodů. Od roku 1935 používala firma název Społem. V období Polské lidové republiky byla družstva začleněna do systému plánované ekonomiky, Społem se stal největším prodejcem potravin v Polsku a budoval velké obchodní domy jako Zenit v Katovicích, Uniwersam v Toruni nebo Sezam ve Varšavě. V Kielcích existuje pod názvem Społem družstevní výrobce potravin. V roce 1992 bylo zaregistrováno sdružení právnických osob Społem podle družstevního zákona z roku 1982. Pod značkou působí 371 lokálních družstev s téměř čtyřmi tisíci provozoven. Społem je členem Mezinárodní družstevní aliance.